# Pinout
Pinout és un terme anglosaxó que, en traducció lliure, significa patillatge, o més correctament assignació de patillatge. Es fa servir en electrònica i en informàtica per a descriure com un connector elèctric és cablejat. Cada connexió del connector té un propòsit que es descriu breument al pinout. El pinout pot ser mostrat com una simple taula o pot incloure un diagrama. És important deixar clar com s'ha de veure el diagrama, indicant si aquest mostra la part posterior del connector (on s'uneixen els cables) o la "cara d'acoblament" del connector. Els pinouts publicats són particularment importants quan diferents fabricants volen interconnectar els seus productes usant estàndards oberts. Igualment s'utilitza per a conèixer la correlació de connexions de les clavilles situades en extrems oposats del cable.